# Castlegar
Castlegar es una ciudad canadiense situada en la provincia de Columbia Británica.

## Superficie
Castlegar tiene una superficie de 19,87 km².

## Demografía
En 2021, tenía 8338 habitantes, una densidad poblacional de 419,6 hab./km², y 3702 viviendas.